# Диди-Церети
Диди-Церети (груз. დიდი წერეთი) — село в Грузии, на территории Горийского муниципалитета края (мхаре) Шида-Картли.

## География
Село находится в центральной части Грузии, вблизи истока реки Тхинали (правый приток Таны), на расстоянии приблизительно 17 километров (по прямой) к юго-западу от города Гори, административного центра муниципалитета. Абсолютная высота — 1581 метр над уровнем моря.

## Население
По результатам официальной переписи населения 2014 года, постоянное население в Диди-Церети отсутствовало.
| Год  | Население, человек |
| ---- | ------------------ |
| 2002 | 0                  |
| 2014 | 0                  |